# Wilbur Cush
Wilbur W. "Billy" Cush (10 de juny de 1928 - 28 de juliol de 1981) fou un futbolista nord-irlandès de la dècada de 1950.
Fou internacional amb la selecció d'Irlanda del Nord amb la qual participà en la Copa del Món de futbol de 1958. Pel que fa a clubs, defensà els colors de Glenavon F.C., Leeds United FC i Portadown F.C..